# جوزفين برجوني
جوزفين يوسف وإلى برجوني، صيدلانية عراقية وهي من أوائل النساء العراقيات اللاتي تخرجن من كلية الصيدلة، واعتبرت جوزفين أول صيدلانية تفتح صيدلية تمارس فيها العمل الحر بنفسها.

## النشأة والتعليم
ولدت في مدينة العمارة بمحافظة ميسان في العراق واكملت تعليمها الاولي فيها. ثم التحقت بكلية الصيدلة والكيمياء في جامعة بغداد وكانت أول طالبة تتخرج منها للعام الدراسي 1940-1941.

## من اعمالها
كان لجوزفين نشاط بارز في الحركة النسوية العراقية، ولها دور في الدفاع عن حقوق المرأة في العراق.